# Бальджа
Ба́льджа (Балдж-Гол; монг. Балдж гол) — река в Монголии и в Забайкальском крае России, левый приток Онона.
Бальджа берёт начало на южном склоне Перевального хребта и большую часть протекает по территории Монголии. Длина реки составляет 211 км, в России находится лишь её верхнее течение (38 км). Площадь водосбора — 8530 км², из которых 3650 км² (около 43 %) приходится на Россию.
Впервые золотые россыпи на реке Бельджа были найдены Н. П. Аносовым в 1853 году.